# Gunnar Åberg (militär)
Erik Gunnar Åberg, född 1 maj 1920 i Överluleå församling, Norrbottens län, död 20 augusti 1998 i Bäve församling, Västra Götalands län, var en svensk militär.

## Biografi
Åberg blev reservofficer 1943 och officer på aktiv stat 1946. Han befordrades till kapten 1954 och tjänstgjorde 1954–1959 vid Norrbottens regemente. Åren 1959–1962 tjänstgjorde han vid Arméstaben och blev 1962 major vid generalstabskåren. Han var lärare vid Militärhögskolan 1962–1966, befordrad till överstelöjtnant 1965. Han tjänstgjorde vid Hallands regemente 1966–1967 och var chef för Infanteriets kadett- och aspirantskola 1967–1971, befordrad till överste 1968. Åren 1971–1977 var han chef för Bohusläns regemente. År 1977 befordrades han till överste av första graden och var chef för Armésektionen vid staben i Västra militärområdet 1977–1980.